# Académica de Coimbra
La Associação Académica de Coimbra (A.A.C.), conocida como Académica de Coimbra o simplemente Académica, es un histórico equipo de fútbol portugués de la ciudad de Coímbra, Portugal, fundado en 1887. El cuarto club con más aficionados en Portugal y el séptimo club con mayor número de presencias en la Primera División. Juega actualmente en la Terceira Liga. Además, Académica de Coimbra es el club más antiguo de Portugal.

## Historia

### Inicios (1887-1919)
La Asociación Académica de Coimbra fue fundada el 3 de noviembre de 1887, pero sus orígenes se remontan a la creación de la Académica Dramática en la mitad del siglo XIX. La Asociación Académica de Coimbra se instaló en el Colegio de San Apóstol y su primer presidente fue António Luiz Gomes, un estudiante de derecho que más tarde se convirtió en decano de la Universidad de Coímbra.
El primer partido de fútbol de la A. A. C. fue en enero de 1912, siendo entonces el presidente Álvaro Bettencourt Pereira de Athayde. El encuentro era tan esperado que el equipo comenzó a entrenar el 8 de enero, en el Ínsua dos Bentos, donde competirían en el duelo con el Ginásio Club de Coímbra. En este partido, jugado el 28, Académica vino equipado con camisetas blancas y pantalones negros, el encuentro terminaría con la victoria de la A. A. C. 1-0.
Tres meses después de haber jugado su primer partido, el académico se estrenó en competiciones oficiales, la Copa Monteiro da Costa. Sin embargo, sería en la segunda edición, el 9 de marzo de 1913, la A. A. C. ganaría su primer trofeo, consagrándose "Campeones del Norte". Al final, Académica derrotó al FC Porto por 3-1.
En octubre de 1915 llegó a Coímbra Augusto da Fonseca Júnior, un estudiante de medicina que no solo resultó ser un gran jugador de fútbol, sino también un líder estudiantil importante, e incluso presidió la Asociación Académica. En la noche del 25 de noviembre de 1920, "Passarinho" como era conocido, lideró a la invasión de la Universidad de Torre permitiendo así la ocupación total del Colegio de S. Paulo Eremita para la A. A. C. Incluso hoy en día, la Asociación Académica de Coimbra celebra este episodio, que se prolonga en la historia como "La Toma de la Bastilla".
Desde el día 14 de noviembre de 1901 la A. A. C. buscó sensibilizar al Cámara Municipal para la construcción de la primera infraestructura deportiva de la ciudad, ya que la A. A. C. no estaba usando el Ínsua dos Bentos para jugar a fútbol. Luego, de manera informal y casi dos décadas después, por fin se abrió el Campo de Santa Cruz. En febrero de 1918, la A. A. C. jugó con el Império de Lisboa, perdiendo por 3-2 en lo que fue el primer encuentro jugado allí. Sin embargo, pronto quedó claro que no se cumplían las condiciones mínimas de funcionamiento y la A. A. C. se reinstaló en el Ínsua dos Bentos.

### Década de 1920 (1920-1929)
Después de una inauguración informal en 1918, el Campo de Santa Cruz fue finalmente en una ceremonia oficial, el 5 de marzo de 1922, que se marcó el inicio del nuevo campo de la Asociación Académica de Coimbra. Con el fin de celebrar el segundo aniversario de la "Toma de la Bastilla", la A. A. C. recibió al Académico do Porto en un partido que finalmente perdieron 4-3. El diario ‘’"El Despertar"’’ clasificó el Campo de Santa Cruz como el ‘’"mejor en el país”’’.
La Asociación de Fútbol de Coímbra se creó en octubre de 1922 y con ella vienen las primeras competiciones del distrito, que el Académico gana sin gran dificultad. En el primer partido celebrado en el marco del nuevo organismo de la A. A. C. venció a Modesto 3-0. En esta prueba Académica continuó su camino triunfal, batiendo en la final al Naval 3-1 y asegurando la clasificación para el Campeonato de Portugal.
La victoria sobre Naval en la final del campeonato del distrito le dio la oportunidad a la A. A. C. de representar al distrito en el Campeonato de Portugal. En su primer año, los hombres de Coímbra lograron una excelente actuación, llegando a la final de la competición. Después de vencer a SC Braga, el Lusitano VRSA y CS Marítimo, Académica se enfrentaba al representante de Lisboa, el Sporting Clube de Portugal. En el último día, la A. A. C. llegó a Algarve, la mañana antes del partido final, y perdió 3-0 a pesar de haber hecho un buen partido.
Después de la brillante actuación en el Campeonato de Portugal, la A. A. C. siguió demostrando que, en Coímbra no había oponentes de su altura. Así que, en 1924/25, la A. A. C. ganó el campeón tri-distrito, un logro absolutamente extraordinario para la época. Sin embargo, en el Campeonato de Portugal, Académica no pudo repetir en la final, perdiendo ante SP Espinho y el FC Porto en sus dos apariciones. En ese momento, los jugadores como João Ferreira, António Galante y Teófilo Esquivel eran los protagonistas del equipo.
La primera hichada o barra de Académica, "Baralha Teórica", apareció en noviembre de 1927 y fue el resultado de la creciente pasión de los estudiantes de Coímbra por el fútbol. Sus principales impulsores fueron Júlio da Fonseca Lourenço y Euclides de Araújo, y siendo el grupo caracterizado por sus ‘’"10 mandamientos"’’, los estatutos de la hinchada. A pesar de que se disolvió unos años más tarde, los mayores aficionados de la Académica para siempre se conocerán como los ‘’"teóricos"’’.

### Década de Glorias (1930-1939)
Con ocho partidos y ocho victorias. La temporada 1932-33 fue memorable para la A. A. C., que volvió a ganar el título del distrito, anotando 37 goles a favor y solo tres recibidos. Era de hecho una gran temporada para Académica que en los juegos con su mayor rival, la União consiguió un resultado agregado de 7-0. Sin embargo en el Campeonato de Portugal, la A. A. C. perdería con Vitória Setúbal en un partido de desempate, algo que no borra la gran temporada de la Académica. De hecho, el éxito fue tan grande que este año un periódico llamado ‘’"Asociación Académica"’’ fue publicado, escrito por Armando Sampaio, que entonces era responsable de la cartera de deportes de la A. A. C.
La temporada 1934-1935 representa una revolución en la escena deportiva portuguesa y se creó la Primeira Liga, la cual pasó a se la principal competencia de fútbol. Académica, como ganador del Campeonato de Coímbra, aseguró su presencia en la competición tras vencer en a União, en lo que fue el primer partido emitido en la radio. En Primeira Liga, la A. A. C. consigue su primera victoria en la quinta jornada de la segunda ronda tras vencer al Académico do Porto 2-1. El primer juego del ‘’Briosa’’ en Primeira Liga data del 20 de enero de 1935, con el Sporting en el Campo de Santa Cruz.
Después de la disolución de la ‘’"Baralha Teórica"’’, la primera hinchada del Académica; surgieron nuevos grupos de apoyo a la A. A. C. a finales de los años 30. En la temporada 1934-1935 nace la ‘’"Frascary Club"’’, cuyo principal objetivo era dar apoyo moral a los jugadores. En 1936 llegó a la creación de los ‘’"Cowboys"’’, los cuales se caracterizaron por tener una banda musical y también porque siempre llevaban un pañuelo rojo alrededor de su cuello. Un año más tarde, en 1937, ‘’"Os Fans"’’ que, junto con los "Cowboys", resucitaron en la segunda mitad de los años 80. 
El 25 de junio de 1939, la Académica logró el mayor logro deportivo de su historia, al ganar la primera Copa de Portugal, una competición que reemplazó el llamado Campeonato de Portugal. Después de eliminar el Covilhã, Académica do Porto y el Sporting, Académica tenía por delante, en el partido decisivo, el Benfica. Ante más de 30.000 espectadores en el Campo das Salésias, la Académica ganó el encuentro por 4-3. Las celebraciones duraron días y la ciudad de Coímbra recibió en éxtasis a sus héroes.
La consecución de la primera Copa de Portugal por parte de Académica tomó festejos casi interminables. Un poco en todas partes, como los fanes celebran la victoria de la A. A. C. sobre el Benfica.

### Década de 1940 (1940-1949)
El día 14 de abril de 1943 marca el inicio de la demolición de la antigua escuela de Coímbra, un proceso que también incluye la desaparición de la sede de la Asociación Académica.
La temporada 1943-1944 se caracterizó por la presencia de la Académica en semifinales de la Copa de Portugal, donde fue eliminado por el Benfica. Por este tiempo, para la ‘’Briosa’’ estaba prohibido utilizar el Campo de Santa Cruz y jugó en Viseo, en el Estádio do Fontelo.
La temporada 1947-48 no fue particularmente feliz para la Académica. El ‘’Briosa’’ enfrentó el descenso después de una temporada para olvidar. ‘’Los estudiantes’’ obtuvieron sólo cuatro victorias y dos empates y fuera de las puertas ni siquiera podían añadir un punto. En una época donde solo el último de la clasificación descendió, Académica estaba a seis puntos del Braga, penúltimo, y fue relegado a la Segunda División.
El 20 de enero de 1949, la Académica juega por primera vez en el Estadio Municipal, dejando el Campo de Santa Cruz. En la nueva habitación, la gran noticia fue el hecho de incluir el césped, algo totalmente desconocido en Coímbra. En el primer partido, el ‘’Briosa’’ jugó contra Portugal en un encuentro que terminó empatado a tres goles.
Un año después de haber perdido la categoría, Académica vuelve a la máxima categoría del fútbol portugués, después de haber ganado a Portimonense 2-1. La fiesta del ascenso solo terminó al día siguiente, cuando los jugadores llegaron a Coímbra.
A finales de los 40 y principios de los 50 la Académica recibió más buenas noticias. Después de varios intentos fallidos, el equipo de juveniles del ‘’Briosa’’ ganó el primer campeón nacional en la historia después de vencer a Benfica por 2-1 en un partido disputado en el Estádio de Alvalade.

### Década de 1950 (1950-1959)
La temporada 1950-1951 fue muy positivo para los ‘’Académicos’’. El ‘’Briosa’’ logró llegar a la final de la Copa de Portugal. El partido decisivo se jugó en el Estádio Nacional el 10 de junio de 1951, en un momento en el que muchos jugadores estaban en exámenes académicos. A diferencia de lo sucedido en 1939, no logró sobresalir frente a Benfica, perdiendo 5-1 en un partido en el que el arbitraje fue muy criticado.
Dos años después de ganar el primer campeonato nacional de juveniles, Académica volvió a repetir la hazaña en la final al vencer al Portalegrense 2-1. 
En la temporada 1953-1954 la Acádemia de vuelta para hacerse con el campeón nacional de juveniles, ganando el título por tercera vez en su historia. 
La temporada 1954-1955 fue muy positivo para la Académica que no solo podría lograr un buen campeonato, terminando en sexto lugar, sino que también fue capaz de clasificarse para las semifinales de la Copa de Portugal, donde fue eliminado por el Benfica. 

### Década de 1960 (1960-1969)
La temporada 1960-61 se mantendrá para siempre en la historia del fútbol portugués y, mucho por culpa de la Académica. Esto se debe a que la primera transferencia importante de un jugador de fútbol portugués en el extranjero fue protagonizada Jorge Humberto, jugador del ‘’Briosa’’firmó para el equipo italiano Inter de Milán.
La temporada 1964-1965 fue muy positiva para la Académica que terminó el campeonato en cuarto lugar.
La temporada 1966-67 fue la mejor de la historia de la Académica. En el campeonato el ‘’Briosa’’ terminó segundo detrás de Benfica en lo que fue, por cierto, un duelo muy intenso que duró hasta el final. Solo tres puntos separaron a los dos equipos en la final del campeonato, siendo Artur Jorge el segundo mejor goleador de la competición, solo superado por Eusébio.
No fue solo en la liga que Académica estuvo cerca de la historia. También en la Copa de Portugal el ‘’Briosa’’ estuvo a un pequeño paso de repetir la hazaña de 1939, pero después de más de 2 horas y 20 minutos fue el Vitória Setúbal quien resultó ser más feliz.
La temporada 1966-1967 fue una época dorada para la Académica. Después de brillantes actuaciones en la liga y la Copa de Portugal, el equipo juvenil también llevó a cabo una brillante campaña que terminó con la conquista del campeonato nacional. Además, ganó la Copa del Norte en "reservas".
Después de la brillante temporada de 1966-1967, el académico de nuevo hizo una gran temporada terminando cuarto en el campeonato, y repitió la hazaña 64-65. Por otra parte, en el 67-68 el ‘’Briosa’’ pone dos jugadores entre los tres primeros del campeonato llegando a la final de la juvenil y ganando con estos la Copa Internacional de Port City.
El académico hace su debut en una competición europea en la temporada 1968-69 y solo el desempate por el lanzamiento de la moneda hace que sea eliminado en la primera ronda de la Copa de Ferias, a los pies del Olympique de Lyon francés. El ‘’Briosa’’ perdió 1-0 en Francia, pero en Coímbra ganó por el mismo resultado. Al final, el capitán de la Académica eligió el lado equivocado de la moneda, y cuando cayó al césped con la del general Franco boca arriba, la decepción se apoderó de ‘’los estudiantes’’.
En 1969 el académico llega a la cuarta vez que la final de la Copa de Portugal.

### Década de 1970 (1970-1979)
Los 70 comienza muy mal para la Académica, que desciende por segunda vez en su historia en 1972. El año fue malo para el ‘’Briosa’’ que fue eliminado en la primera ronda de la Copa de la UEFA por Wolverhampton. En el campeonato, Académica llegó a siete partidos consecutivos sin obtener un solo punto.
Un año después de haber descendido, Académica de nuevo puede volver a la máxima categoría del fútbol portugués después de una gira de auténtica segunda división. Las cinco rondas de la final del campeonato del ‘’Briosa’’ garantizaron el ascenso y poco después confirmaron el título de campeón.
Después de la subida de División la Académica vive el momento más turbulento de su historia. De hecho, fue extinguido formalmente, durante la competición. Todo ocurrió 20 de junio de 1974, cuando una Asamblea Magna de estudiante decidió la extinción de la sección de fútbol, en un momento en el que el equipo estaba de gira en España. Los estudiantes afirmaron que la sección de fútbol funcionó en contra de los principios de otras secciones.
Los miembros de la sección de fútbol de la Académica se niegan a aceptar la idea de excluir el fútbol de alta competición y apenas conocen la decisión de la Asamblea inmediatamente proponen una serie de contrapropuestas destinado a salvar el club. En uno, los miembros de la sección de fútbol cuentan con una directiva de la Comisión Direvtiva que parte Fausto Correia y Campos Coroa, dos futuros presidentes de la Académica. Sin embargo estos eran inviables, por lo que la Junta Magna celebrada el 20 de junio de 1974 decidieron que la extinción de la sección de fútbol de la A. A. C. Sin embargo, el día antes de la sesión plenaria la sección volvió a reunirse, ahora dirigido por Julio Couceiro, y propone la creación del C. A. C., que es aprobado por los 500 miembros presentes. El presidente de la Asociación de Fútbol de Coímbra, Guilherme de Oliveira, está en el lado del grupo y rápidamente se reconoce al C. A. C. como el sucesor legítimo y legal a la sección de fútbol.
El primer año del Club Académica de Coimbra no fue fácil. No había dinero y vivieron muchas dificultades, el becario debe jugar la llamado ‘’"liguilha"’’ para asegurar la continuidad en la primera división.
La temporada 1976-1977 ha demostrado ser la mejor del Club Académica de Coimbra que no puede clasificarse para la Copa de la UEFA en la última ronda.
Después de cinco años, el Club Académica de Coimbra desciende la segunda categoría del fútbol portugués después de una temporada en la que perdieron a muchos jugadores y en la que hubo muchos atletas con lesiones durante toda la temporada.
La temporada 1978-1979 fue realmente para olvidar, la verdad es que le sucedió de todo al C. A. C. 
La estancia de Académica en la segunda división duró poco tiempo y en los años 70, la época del 79-80 volvió a la vida. Fue una gran temporada para el C. A. C. que, a pesar de no haber logrado el título de campeón, llegó a su más alto objetivo: volver a la máxima categoría del fútbol portugués. La primera derrota surgió solo en la jorda 24, ante el Viseu Académico. En la Copa, fue eliminado por el Varzim Académico.

### Década de 1980 (1980-1989)
Apenas comenzaeon los 80 para el Club Académica de Coimbra ya estaba en segunda. Al final de la temporada 1980-1981, el C. A. C. estaba de vuelta a la segunda división después de una temporada para olvidar.
La temporada 1981-1982 iba relativamente bien para el Club Académica de Coimbra que fue un verdadero viaje en la segunda división y eran pocos los que pensaban que era imposible que el Académica volviese a la máxima categoría del fútbol portugués.
El Club logró en 1983-1984, ascenso después de una liga donde solo perdió cuatro partidos. A pesar del club estaba sumido en una grave crisis financiera y el equipo no era tan fuerte como en otras temporadas, el Académica, puede alcanzar el máximo nivel del fútbol portugués.
El C. A. C. estaba experimentando una grave crisis financiera durante la temporada 83-84, esto aceleró la terminación formal del C. A. C. y su retorno a la ‘’"madre"’’.
El Club Académico de Coímbra fue extinguido. Sucedió que el 27 de julio de 1984 cuando el auditorio de la A. A. C. fue la sede de Ricardo Roque, presidente de la A. A. C., y Jorge Anjinho, presidente del C. A. C., firmó el protocolo que establece la extinción del Club Académica de Coimbra y su reintegración en la matriz, ahora con el estado de un organismo autónomo. Surgió entonces la A. A. C. / O. A. F. - Asociación Académica de Coimbra / Organismo Autónomo de Fútbol.
La temporada 1984-1985 fue muy positivo para los Académicos. No solo por el regreso a la casa madre en Coímbra provocó un entusiasmo creciente por el ‘’Briosa’’ sino también porque obtuvo séptimo puesto al final de la campaña de la liga.
La temporada de 1987-88 no va bien Académica que desciende a la segunda división del campeonato portugués.

### Década de 1990 (1990-1999)
Hubo varias veces que la Académica estuvo muy cerca del ascenso, pero nunca logró hacerlo. 
En 1995-1996, el académico terminó en el puesto 15 y tuvo su peor desempeño porque casi desciende a la Segunda División B, superando por solo tres puntos a los equipos que fueron descendidos.
La temporada 1996-1997 marca el regreso de la convivencia académica entre los grandes del fútbol portugués, nueve años después del descenso.
La Académica no tardó mucho para perder la categoría. En la temporada 1998-1999, el ‘’Briosa’’ de vuelta a la segunda división del fútbol portugués.

### El Nuevo Siglo (2000-2009)
A pesar de las crisis internas que existían dentro de la Académica, la verdad es que su historia se puede dividir en dos durante la campaña 2001-02, tres años después de haber caído. Bajo el mando de João Alves, ‘’los estudiantes’’ subieron de nuevo a Primeira División.
La temporada 2002-03 no fue fácil para Académico que, sin embargo, logró asegurar el puesto en Primeira División.
Los estudiantes siguieron la máxima categoría y en el año 2008-09 logra su mejor marca de la historia, el ‘’Briosa’’ termina el campeonato en séptima posición.

### Actualidad (2010-)
La historia de la temporada 2010-11 se cuenta en dos capítulos: el primero tenía todo para parecerse a un cuento de hadas, el segundo, al final nada fue feliz. El sueño de la Copa de Portugal apareció y todo parecía remitida a la devolución del ‘’Briosa’’a las semifinales, pero fue amarga para los Academistas, que no pudo superar la Vitória Guimarães.
La temporada 2011-12 fue la mejor de la historia Académica. Al final, ‘’los estudiantes’’ no solo pueden mantenerse en primera división (el principal objetivo de la temporada), sino que también se clasificó para la competición europea.
Si la prestación del ‘’Briosa’’ en Europa en 2012-13 alegró a la afición, lo mismo no puede decirse de rendimiento de ‘’los estudiantes’’ en la liga.

## Escudo
El Académica utiliza el mismo escudo que la asociación de estudiantes.
El escudo tiene forma de rombo y sobre fondo blanco, destacan en su interior las siglas A.A.C. y la silueta de la torre del reloj de la Universidad de Coímbra. Ver Escudo

## Uniforme
- Uniforme titular: Camiseta negra con detalles blancos, pantalón negro y medias negras.
- Uniforme alternativo: Camiseta blanca con detalles negros, pantalón blanco y medias blancas.

## Estadio

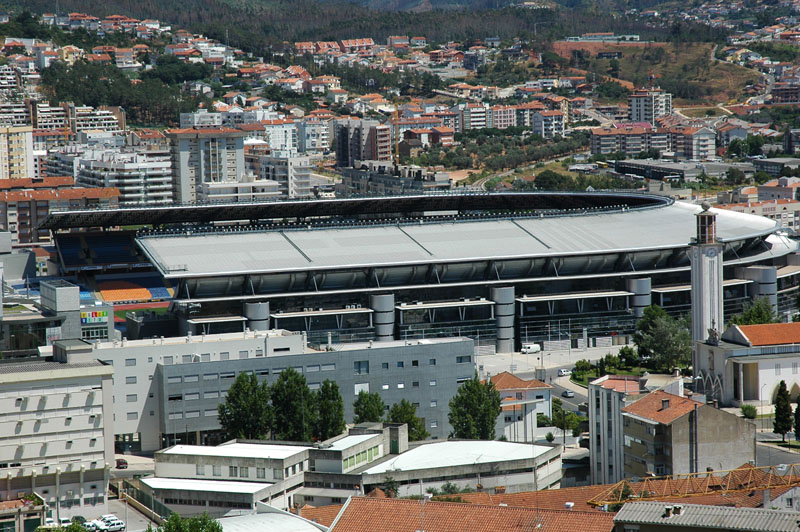
Estadio Ciudad de Coímbra.

El Académica jugó a lo largo de los años en dos recintos: el primero fue el campo de Santa Cruz, construido en los años 30 y el segundo, el Estádio Municipal de Coimbra construido en la década de los 40.
El actual Estádio Cidade de Coimbra (en español Estadio Ciudad de Coímbra) fue construido con motivo de la Eurocopa 2004 y tiene capacidad para 30.000 espectadores.

## Datos del club
- Temporadas en 1ª: 50
- Temporadas en 2ª: 17
- Mejor puesto en la liga: 2.º en 1966/67
- Peor puesto en la liga: 20.º en 2015/16
- Participaciones en Liga Europa de la UEFA (2): 1971-72, 2012-13.
- Participaciones en Recopa de Europa (1): 1969-70.
- Participaciones en Copa de Ferias (1): 1968-69.

## Palmarés

### Torneos Nacionales (2)
- Copa de Portugal (2): 1938-39, 2011-12

- Subcampeón de la Primeira Liga (1): 1966-67
- Subcampeón de la Copa de Portugal (4): 1922-23, 1950-51, 1966-67, 1968-69

## Participación en competiciones europeas
| Temporada | Competición      | Ronda   | Club                       | Cómputo global | Ida     | Vuelta     |
| --------- | ---------------- | ------- | -------------------------- | -------------- | ------- | ---------- |
| 1968/69   | Copa de Ferias   | 1R      | Olympique Lyonnais         | 1-1 (moneda)   | 0-1 (F) | 1-0 nv (C) |
| 1969/70   | Recopa de Europa | 1R      | KuPS Kuopio                | 1-0            | 0-0 (C) | 1-0 (F)    |
| 1969/70   | Recopa de Europa | 1/8     | 1. FC Magdeburg            | 2-1            | 0-1 (F) | 2-0 (C)    |
| 1969/70   | Recopa de Europa | 1/4     | Manchester City FC         | 0-1            | 0-0 (C) | 0-1 nv (F) |
| 1971/72   | UEFA Cup         | 1R      | Wolverhampton Wanderers FC | 1-7            | 0-3 (F) | 1-4 (C)    |
| 2012/13   | Europa League    | Grupo B | FC Viktoria Pilsen         | 2-4            | 1-3 (F) | 1-1 (C)    |
| 2012/13   | Europa League    | Grupo B | Atlético Madrid            | 3-2            | 1-2 (F) | 2-0 (C)    |
| 2012/13   | Europa League    | Grupo B | Hapoel Tel Aviv FC         | 1-3            | 1-1 (C) | 0-2 (F)    |

## Jugadores

### Jugadores destacados
| - André - Raúl Estévez - Markus Berger - Lito - Néstor Álvarez - Damien Tixier - William Tiero - Ákos Buzsáky - Khalid Fouhami - Dário Monteiro - Álvaro Magalhães - Artur Jorge - Bandeirinha - Dimas Teixeira | - Fábio Felício - Fernando Couto - Filipe Teixeira - Henrique Hilário - Ivanildo - João Tomás - José Costa - José Ribeiro - Mário Wilson - Nuno Piloto - Pedro Roma - Sérgio Conceição - Toni - Vítor Paneira | - Zé Castro - Zeca Afonso - Lucian Marinescu - Steve Kean - Dame N'Doye - Ousmane N'Doye - Modou Sougou - Russell Latapy - Leonson Lewis - Fatih Sonkaya - Luis Aguiar - Horacio Peralta - Kenny Cooper - Pablo Castro |